# Moa Kikuchi
Moa Kikuchi (菊地 最愛 Kikuchi Moa?,  Nagoya, 4 de julio de 1999) también conocida como Moametal, es una modelo, actriz, bailarina y cantante japonesa, representada por la agencia Amuse. En 2010 se unió al grupo idol Sakura Gakuin, en donde nació el subgrupo Babymetal, del cual es cantante y bailarina, junto a Suzuka Nakamoto y Momoko Okazaki.

## Biografía
Moa Kikuchi firmó por la agencia de talentos Amuse, Inc. a la edad de ocho años, tras llegar a la final de las audiciones de Ciao Girl en 2007. 
El 2 de agosto de 2010, con once años, y junto a Yui Mizuno, se unió a Sakura Gakuin, un grupo de idols creado por Amuse. Este grupo tiene diferentes subunidades o clubs, cada uno con sus propias canciones. Moa y Yui fueron miembros de Twinklestars y Mini-pati. Más tarde, junto a Suzuka Nakamoto, se unieron al Heavy Music Club, también conocido como Babymetal.
Babymetal se independizó en 2012, ya que Suzuka Nakamoto se «graduó»; Kikuchi se «graduó» de Sakura Gakuin en 2015, y desde entonces está trabajando exclusivamente para Babymetal. 
Kikuchi y Mizuno escribieron una canción bajo el nombre «Black Babymetal» en el primer álbum de Babymetal de 2014, «Song 4» (4の歌), durante un viaje en autobús.

## Vida personal
Kikuchi es conocida como una idol otaku, término mencionado en su presentación en la canción de Sakura Gakuin "Mezase! Super Lady". Kikuchi ha expresado admiración por el grupo idol °C-ute, siendo Airi Suzuki una de sus idols favoritas. Kikuchi disfruta ver anime, siendo Love Live! su anime favorito. En cuanto a música, ha mencionado bandas como Bring Me the Horizon, Limp Bizkit, Måneskin y Metallica entre sus favoritas.

## Discografía

### Sakura Gakuin
| Título | Fecha de lanzamiento |
| --- | -------------------- |
| Sakura Gakuin 2010 Nendo: Message (さくら学院 2010年度 ～message～, "Sakura Gakuin School Year 2010: Message")                   | 27 de abril de 2011  |
| Sakura Gakuin 2011 Nendo: Friends (さくら学院 2011年度 ～FRIENDS～, "Sakura Gakuin School Year 2011: Friends")                   | 21 de marzo de 2012  |
| Sakura Gakuin 2012 Nendo: My Generation (さくら学院 2012年度 ～My Generation～, "Sakura Gakuin School Year 2012: My Generation") | 13 de marzo de 2013  |
| Sakura Gakuin 2013 Nendo: Kizuna (さくら学院 2013年度 〜絆〜, "Sakura Gakuin School Year 2013: Bond")                            | 12 de marzo de 2014  |
| Sakura Gakuin 2014 Nendo: Kimi ni Todoke (さくら学院2014年度 ～君に届け～, "Sakura Gakuin School Year 2014: Reaching You")       | 25 de marzo de 2015  |

### Babymetal

#### Álbum
| Título            | Fecha de lanzamiento  |
| ----------------- | --------------------- |
| Babymetal (álbum) | 26 de febrero de 2014 |
| Metal Resistance  | 29 de marzo de 2016   |
| Metal Galaxy      | 11 de octubre de 2019 |
| THE OTHER ONE     | 24 de marzo de 2023   |

#### En directo
| Título                                                                | Fecha de lanzamiento                                           |
| --------------------------------------------------------------------- | -------------------------------------------------------------- |
| Legend I, D, Z Apocalypse                                             | 19 de octubre de 2013 (DVD), 20 de noviembre de 2013 (Blu-ray) |
| Live at Budokan: Red & Black Night                                    | 7 de enero de 2015                                             |
| Live in London: Babymetal World Tour 2014                             | 20 de mayo de 2015                                             |
| Live at Wembley: Babymetal World Tour 2016 kicks off at THE SSE ARENA | 23 de noviembre de 2016                                        |

## Colaboraciones
- BABYMETAL × Kiba of Akiba
- Road of Resistance (con Herman Li y Sam Totman de DragonForce)
- Gimme Chocolate!! (con Skrillex)
- BABYMETAL × Rob Halford
- Brand New Day (con Tim Henson y Scott LePage de Polyphia)
- PA PA YA!! (con F.HERO)
- Kingslayer (con Bring Me the Horizon)
- THE END (con Lil Uzi Vert)
- LEAVE IT ALL BEHIND (con F.HERO y Bodyslam)
- RATATATA (con Electric Callboy)
- BEKHAUF (con Bloodywood)